# Andreas Vazaios
Andreas Vazaios (in greco Ανδρέας Βαζαίος?; Atene, 9 maggio 1994) è un nuotatore greco.

## Biografia
Ha rappresentato la Grecia a tre edizioni consecutive dei Giochi olimpici estivi: Londra 2012, Rio de Janeiro 2016 e Tokyo 2020, senza riuscire mai a salire sul podio.

## Palmarès
- Europei:

Londra 2016: oro nei 200m misti.
Belgrado 2024: bronzo nella 4x100m sl e nella 4x200m sl.
- Europei in vasca corta:

Netanya 2015: bronzo nei 100m misti.
Copenhagen 2017: argento nei 200m farfalla e nei 200m misti.
Glasgow 2019: oro nei 200m farfalla e nei 200m misti, bronzo nei 100m misti.
Kazan 2021: oro nei 200m misti e argento nei 100m misti.
Otopeni 2023: bronzo nei 100m misti e nella 4x50m sl.
- Giochi del Mediterraneo

Mersin 2013: argento nella 4x100m misti e bronzo nei 200m misti.
Tarragona 2018: oro nei 200m misti, argento nella 4x100m sl e bronzo nei 200m farfalla.
Orano 2022: oro nei 200m misti e nella 4x200m sl, argento nei 200m farfalla e nella 4x100m sl.
- Mondiali giovanili

Lima 2011: argento nei 200m delfino e nei 200m misti.
- Europei giovanili

Belgrado 2011: bronzo nei 200m misti.
Anversa 2012: oro nei 100m farfalla e argento nei 200m misti.

## International Swimming League
| Stagione 2019 | Stagione 2020 | Stagione 2021 |
| ------------- | ------------- | ------------- |
| DC Trident    | London Roar   | DC Trident    |